# Dražen Sermek
Dražen Sermek (* 30. Januar 1969 in Osijek) ist ein kroatischer Schachspieler. Bis März 2007 spielte er für den slowenischen Schachverband.

## Leben
Sermek gewann die Slowenische Schachmeisterschaft in den Jahren 1993 und 1998. Im Jahre 2001 wurde er Erster beim Pula Open. 2002 gewann er den New White Plus GM-Wettkampf in Dhaka und landete zusammen mit Mladen Palac, Zdenko Kožul, Wladimir Burmakin und Ognjen Cvitan bei den Casino HIT NG Open in Nova Gorica auf den Plätzen 1–5. 2008 erlangte er zusammen mit Marat Dzhumaev, Darwin Laylo, Susanto Megaranto und Aschot Nadanjan den 3.–7. Platz bei der 5. Dato' Arthur Tan Malaysia Open Championship in Kuala Lumpur und wurde Erster beim MCF GM-Wettkampf, welcher auch in Kuala Lumpur ausgetragen wurde.
1990 wurde er Internationaler Meister, seit 1994 ist er Großmeister. Seine Elo-Zahl beträgt 2471 (Stand: Juli 2016), seine bisher höchste Elo-Zahl war 2603 im Juli 2002.

## Nationalmannschaft
Sermek nahm mit der slowenischen Nationalmannschaft an den Schacholympiaden 1994, 2000, 2002, 2004 und 2006 und den Mannschaftseuropameisterschaften 1997, 2001 und 2003 teil.

## Vereine
In Kroatien spielte Sermek für den ŠK Mursa Osijek und den ŠK Pula, in Slowenien für den ŠK Triglav Krško. Mit allen drei Vereinen nahm er am European Club Cup teil, größter Erfolg war 1996 der vierte Platz mit dem ŠK Mursa Osijek. In der österreichischen Bundesliga beziehungsweise Staatsliga spielte er in der Saison 1999/2000 für den SK Zell am Ziller, in der Saison 2004/05 für den SK Mayrhofen.